# 올드 미스 다이어리
《올드 미스 다이어리》는 2004년 11월 22일부터 2005년 11월 4일까지 방영된 한국방송공사 일일시트콤으로, 일상 노처녀 생활과 그 주위 인물을 현실과 비슷하게 그려냈다. 동명의 영화가 제작되었으며, 시트콤과 극장판의 등장 인물은 거의 비슷하게 나오며, 시트콤은 세 여자친구를 중심이었다면 극장판은 최미자(예지원 분)와 지피디(지현우 분)가 중심으로 주변 인물들을 그리고 있다.

## 등장 인물

### 주요 인물
- 예지원 : 최미자(31세) 역 - 성우
- 김지영 : 김지영(31세) 역 - 라디오 엔지니어
- 오윤아 : 오윤아(30세) 역 - 인테리어 디자이너

### 감초 3인방 천방지축 할머니들
- 김영옥 : 김영옥(77세) 역 - 욕쟁이 첫째 할머니
- 한영숙 : 김영숙(69세) 역 - 괴짜 둘째 할머니
- 김혜옥 : 김혜옥(60세) 역 - 건망증 공주병 셋째 할머니

### 명랑발랄 콤비
- 임현식 : 최부록(55세) 역 - 출판사 만년 부장, 미자의 아버지
- 우현 : 우현(44세) 역 - 일명 산쵸, 미자의 외삼촌

### 매력만발 세 남자
- 장동직 : 장동직(33세) 역 - 무술배우, 스턴트맨
- 김정민 : 김정민(33세) 역 - 변호사
- 지현우 : 지현우(28세) 역 - 라디오PD

### 동료 성우들
- 김영진 - 김영진(KBS 24기 성우) 역
- 김승태 - 김승태(KBS 25기 성우) 역
- 이원준 - 이원준(KBS 25기 성우) 역
- 유동균 - 유동균(KBS 26기 성우) 역
- 민지 - 민지(KBS 27기 성우) 역

## 에피소드 목록

### 2004년
1. 노처녀! 이제 괜찮은 남자는 없다. 

2. 옛 남자친구의 결혼 

3. 노처녀, 일과 결혼하다 

4. 들러리 행진곡 

5. 약속 없는 주말 

6. 어른이 애들 무서워하면 세상 끝이다. 

7. 넌 어느 별에서 왔니? 

8. 금지된 로맨스 

9. 누가 그녀에게 부케를 던지랴? 

10. 여자의 행복? 

11. 친구사이 

12. 내 이름은 미美자子 

13. 남자들이란 

14. 내 마지막 남자 

15. 앞서가는 그녀들 

16. 아무리 설명해도 안 되는 것들 

17. 그 많던 버드나무들은 다 어디로 갔을까? 

18. 직장생활에서 여자로 보인다는 것 

19. 시어머니에 대한 여자들의 편견?! 

20. 악연도 쌓이면 인연이 될까? 

21. 나도 선수가 되고 싶다 

22. 우린 속물일까? (게스트 : 류승수) 

23. 다른 남자가 생겼어. (게스트 : 류승수) 

24. 캐롤은 저마다의 마음으로 듣는다.(게스트 : 류승수) 

25. 언제나 내 편인 남자 

26. 윤아 그들을 접수하다? 

27. 그녀의 심장은 박제가 되었다

### 2005년
28. 제 인생이 잘 풀리겠습니까? 

29. 사랑합니다, 사랑합니다, 사랑합니다 

30. 사랑은 타이밍이다. 

31. 내 남자의 또 다른 애인 

32. 애인 중심적 사고방식 

33. 승부사들 

34. 복병 (Dark Horese) 

35. 20세기 남자 Vs 21세기 남자 

36. 연인사이…어디까지 솔직해야 할까? 

37. 사랑에도 등급이 있다? 

38. 사랑은 전화를 타고 

39. 험한 세상 다리가 되어 

40. 그가 내게 마음이 있나? 

41. 남자의 언어, 여자의 언어 

42. 나도 애인 있다구! 

43. 그녀가 다른 남자를 만난다 

44. 거짓말 

45. 친구와 애인 사이 

46. welcome Mr. Kim! 

47. 내가 혼내주마. 

48. 안녕이란 말이 끝이 아님을… 

49. 10년을 사귀어도 모르는 것 

50. 그것이 알고 싶다 

51. 새해 복 많이 받으세요~ 

52. 남의 속도 모르고 

53. 발렌타인데이에 비가 내리면 

54. 올드맨과 영보이 

55. 가끔은 필요한 남자친구 

56. 내게 반한 남자 

57. 그에겐 뭔가 특별한 것이 있다. 

58. 그에게 무슨 일이 있는 걸까? 

59. 결혼하거나 이별하거나 

60. 열심히 논 그대, 잘 살아라 

61. 막내 시집보내기 

62. 두 남자와 미친 개나리 

63. 그녀가 힘들다. 

64. 그녀를 향한 첫걸음! 

65. 라이벌 

66. 그 녀석들과의 전쟁 

67. 내 인생의 봄날 

68. 한 남자가 보이다. 

69. 국제적 라이벌 

70. 나이를 먹는다는 것 

71. 거짓말속의 진실 

72. 누구나 멋지게 살고싶다. 

73. 당신을 좋아하는 남자가 있습니다. 

74. 나 없이 행복한가요? 

75. 그녀가 사는 법 

76. 쌍문동 쓰레빠네 홍콩펀치 

77. 아직 하지 못한.. 아직 듣지 못한 대답! 

78. 시작! 그 설레임.. 

79. 너무나 사적인 당신. 

80. 음식남녀 

81. 지금은 박수 쳐줄 때 

82. 당신은 모릅니다 

83. 드라이빙 미스 최미자! 

84. 약한 남자 

85. 스타가 왔대요! 

86. 나쁜 여자 

87. 위험한 게임 

88. 만만치 않은 놈들 

89. 윤아의 곤충기 

90. 내 여자친구를 소개합니다. 

91. 사랑한다 말할까? 

92. 우정만으론 목마르다 

93. 드라마처럼... 

94. 달콤 씁쓰름한 현실 

95. 두 남자의 세레나데 

96. 천국의 어른들 

97. 폴라로이드 러브 

98. 서른네살에 받는 입영통지 

99. 시작하는 여인을 위해 

100. 나 남자친구 생겼다 

101. 고독한 가족 

102. 지털털과 우헬멧! 

103. LOVE♡ LOVE♡ LOVE 

104. 나는 운이 없다 

105. 철인 지피디! 

106. 홀로 선다는 것 

107. 쿨한 남자 

108. 누군가 지켜보고 있다! 

109. 당신은 주인공입니다 

110. 왜 나한테만 그래? 

111. 이중생활 

112. 쿨한 여자 

113. 티내지 말아요~ 

114. 하필 Birthday 

115. 사랑을 닮아가는 것 

116. 애써 자연미인 

117. 아빠와 함께한 하루 

118. 그에게 빠져들다 

119. 고상한 가족 

120. 여자도 때론 음흉하다 

121. 살짝 외롭던 날 

122. 사랑해요! 사랑해요! 

123. 질투는 나의 힘 

124. 유치찬란해야 사랑이다 

125. 예술을 위하여! 

126. 연애도인! 

127. 그놈은 멋있었다!! 

128. 이기적인 여자 

129. 대(代)리(理)전(戰) 

130. 참 잘 나셨습니다 

131. 도시 탈출 

132. 키스?키스!첫키스! 

133. 우리 여행가요! 

134. 친절을 사랑으로 오해하지 마라 

135. 그는 당신에게 반하지 않았다 

136. 우리 사겨요! 

137. 사랑과 우정과 돈 사이 

138. 가끔은 혼자이고 싶다 

139. 내 남자친구의 첫사랑 

140. 고독이 몸부림칠때 

141. 당신이 할 수 있는 정말 쉬운 일 

142. 그가 내 안에 들어왔다 

143. 여자는 여자다! 

144. 그에게 노크하다 

145. 부록 Vs 현우 

146. 가슴 떨리다 

147. 그와 싸우다... 

148. 사랑은 아프다 

149. 비밀이에요 

150. 추억만들기 

151. 아무도 모른다 

152. 그녀가 웃는다 

153. 내마음 나도 몰라 

154. 미녀 삼총사 

155. 내게 반한 남자 

156. 그녀에게 반한 남자 

157. 그녀, 길을 잃다 

158. 말할걸 그랬지? 

159. 모기 

160. 그녀는 통화중 

161. 거짓말쟁이 

162. 우연한 고백 

163. 그해 여름은 시원했네 

164. 인생이 쓰다... 

165. 옆집 여자 

166. 그녀가 변했다 

167. 아버지, 나의 아버지 

168. 이보 전진, 일보 후퇴 

169. 내가 어때서? 

170. 너에게만... 

171. 여행가기전에 해야할 일들 

172. 알게 될거야 

173. 부록 대 현우 2 

174. 엄마 

175. 동감(同感) 

176. 넘버 투(No.2) 

177. 대면(對面) 

178. 몽유병 

179. 그녀들만의 회식 

180. 고마워 

181. 말하지 않아도 

182. 어둠속에서.. 

183. 철수와 영희 

184. 일과 사랑의 딜레마 

185. 차마 말은 못하고.. 

186. 플라스틱 러브 

187. 키스할까요? 

188. 선수들의 데이트 

189. 그 분이 오셨어요! 

190. 행복한 현우씨.. 

191. 머피와 샐리 

192. 그리고 아무도 모른다 

193. 무조건 내편 

194. 일상으로의 초대 

195. kiss me 

196. 결혼은 미친 짓일까? 

197. 내 편은 예쁘다 

198. 올인(all in) 

199. 눈물 

200. 할머니의 이름으로 

201. 슬픈 인연 

202. 당신이 모르는 사이에 

203. 그와 나의 차이 

특집. 추석특집 올드미스 다이어리 쇼! 

204. 경적 

205. 미자에겐 뭔가 특별한 것이 있다 

206. 걱정마세요 

207. 파이팅 최부장! 

208. 그녀는 모른다 1 

209. 그녀는 모른다 2 

210. 당신은 나의 영웅 

211. 당신의 능력을 보여주세요 

212. 미녀 삼총사2 

213. 결혼이란.. 

214. 사랑은 맞춰가는 것 

215. 합리화 

216. 너무나도 소중한 

217. 보고싶다.. 

218. 결혼식 흥행 성공을 위한 대대적인 홍보 프로젝트 

219. 내 마음 아실 이.. 

220. 붙이지 못한 편지 

221. 마지막 로맨스 

222. 결혼은 힘들어 

223. 청춘을 돌려다오 

224. 샌드백 

225. 나는 당신을 따라 천천히 걷고 있습니다. 

226. 추억 

227. 떠나는 이 그리고 보내는 이 

228. 함 들어오던 날 

229. 그렇게 흘러간다 

230. 결혼 행진곡 

231. 굿바이 올미다 1 

232. 굿바이 올미다 2 

233. 특집 올드미스 다이어리 베스트 에피소드-1 

234. 특집 올드미스 다이어리 베스트 에피소드-2 

235. 특집 올드미스 다이어리 베스트 에피소드-3 

236. 특집 올드미스 다이어리 베스트 에피소드-4 

- 참고로 유투브 채널 "깔깔티비"에 나온 제목은 원제목이 아니다.

영상 더보기에 나온 제목이 원제목.

## 수상
- 2005년 KBS 연예대상 공로상 김영옥
- 2006년 KBS 연예대상 네티즌상 예지원
- 2006년 KBS 연예대상 네티즌상 지현우

## 참고 사항
- 며느리가 시어머니의 뺨을 때리는 장면을 내보내 방송위원회로부터 징계 조치를 받았다.[1]

## 관련기사
- 1. 황희정 작가의 내 인생의 드라마 <올드미스다이어리> / 《매거진》2008-07-11[깨진 링크(과거 내용 찾기)]
- 2. 예지원 "연하 애인? 생각해본 적 없어요" / 《조이뉴스24 연예》2008-08-11
- 3. 지현우 키스의 추억 “예지원 가장 기억 남아, 신봉선 뭐가 툭 치고 간 느낌” / 《뉴스엔 연예》2008-05-18